# Кубок Ліхтенштейну з футболу 1962—1963
Кубок Ліхтенштейну з футболу 1962—1963 — 18-й розіграш кубкового футбольного турніру в Ліхтенштейні. Титул здобув Шан.

## Перший раунд
Вадуц не брав участі.
| Команда 1 | Рахунок | Команда 2      |
| --------- | ------- | -------------- |
| Шан       | 3–1     | Трізен         |
| Вадуц-2   | 9–2     | Шан II         |
| Бальцерс  | 2–4     | Вадуц сеньйори |
| Трізен II | 1–4     | Руггелль       |

## 1/2 фіналу
| Команда 1 | Рахунок | Команда 2      |
| --------- | ------- | -------------- |
| Шан       | 8–0     | Вадуц-2        |
| Руггелль  | 1–0     | Вадуц сеньйори |

## Матч за 3-є місце
| Команда 1      | Рахунок | Команда 2 |
| -------------- | ------- | --------- |
| Вадуц сеньйори | 2–0     | Вадуц-2   |

## Фінал
| 25 серпня 1963 |

| Шан | 3–1 | Руггелль |
| --- | --- | -------- |
|     |     |          |

| Вадуц |